# Verde (canción)
«Verde» es una canción del cantante colombiano J Balvin. Se lanzó el 18 de abril de 2020 como el sexto sencillo dentro de su álbum de estudio en solitario Colores.

## Antecedentes y lanzamiento
Luego de su participación en un Instagram Live con Diddy para el evento Diddy’s Dance-A-Thon que busca rendir homenajes a los personales médicos, Balvin anunció el tema a través de sus redes sociales el 17 de abril de 2020. Junto a la publicación, compartió un avance del vídeo musical de «Verde», donde se muestra al cantante vestido de verde dentro de un plato de comida color verde. La pista se estrenó el 18 de abril de 2020, como el sexto sencillo dentro de su álbum Colores.

## Composición
El tema fue escrito por el cantante junto a Alejandro Ramírez,y Rondald Spence, mientras que la producción fue llevada a cabo por Sky Rompiendo y Ronny J.
En una entrevista para Apple Music, Balvin sobre la colaboración comentó que «Solo hay dos colaboraciones en el álbum, y que Verde es muy especial porque es con Sky, un hermano y mi mano derecha en la música». Añado además que «por primera vez, se muestra como artista, además de ser un gran productor, también rapea y canta muy bien». Sobre el tema declaró que «está hecho para saltar».

## Vídeo musical
El vídeo musical de «Verde» se estrenó el 18 de abril de 2020 y fue dirigido por Colin Tilley. En él se ve a Balvin vestido como duende similar a la película Honey, I Shrunk The Kids (1989), representado una historia al estilo de los 80.

## Posicionamiento en listas
| Listas (2020)                    | Mejor posición |
| -------------------------------- | -------------- |
| España (PROMUSICAE)              | 19             |
| Estados Unidos (Hot Latin Songs) | 43             |